# آرثر بليك
آرثر بليك (بالإنجليزية: Arthur Blake)‏ هو عداء مسافات طويلة أمريكي، ولد في 26 يناير 1872 في بوسطن في الولايات المتحدة، وتوفي بنفس المكان في 23 أكتوبر 1944.

## وصلات خارجية
- آرثر بليك على موقع أوليمبيديا (الإنجليزية)